# Iso Hirvilampi
Iso Hirvilampi och Pieni Hirvilampi är sjöar i Finland. De ligger i kommunen Kinnula i landskapet Mellersta Finland, i den centrala delen av landet, 300 km norr om huvudstaden Helsingfors. Iso Hirvilampi ligger 183 meter över havet. I omgivningarna runt Iso Hirvilampi växer i huvudsak blandskog. Den är 2,6 meter djup. Arean är 19,5 hektar och strandlinjen är 2,04 kilometer lång. Sjön  ingår i Kymmene älvs huvudavrinningsområde. 